# Lago Voralpsee
O Lago Voralpsee é um lago localizado no município de Grabs no cantão de São Galo, Suíça.